# Пепеэкео
Пепеэкео (англ. Pepeekeo) — статистически обособленная местность, расположенная в округе Гавайи (штат Гавайи, США) с населением в 1697 человек по статистическим данным переписи 2000 года.

## География
По данным Бюро переписи населения США статистически обособленная местность Пепеэкео имеет общую площадь в 2,85 квадратных километров, водных ресурсов в черте населённого пункта не имеется.
Статистически обособленная местность Пепеэкео расположена на высоте 172 метра над уровнем моря.

## Демография
По данным переписи населения 2000 года в Пепеэкео проживало 1697 человек, 442 семьи, насчитывалось 623 домашних хозяйств и 650 жилых домов. Средняя плотность населения составляла около 570 человек на один квадратный километр. Расовый состав Пепеэкео по данным переписи распределился следующим образом: 12,61 % белых, 0,24 % — чёрных или афроамериканцев, 1 % — коренных американцев, 54,68 % — азиатов, 5,13 % — выходцев с тихоокеанских островов, 25,4 % — представителей смешанных рас, 0,94 % — других народностей. Испаноговорящие составили 10,02 % от всех жителей статистически обособленной местности.
Из 623 домашних хозяйств в 29,1 % — воспитывали детей в возрасте до 18 лет, 45,9 % представляли собой совместно проживающие супружеские пары, в 17,3 % семей женщины проживали без мужей, 28,9 % не имели семей. 25,2 % от общего числа семей на момент переписи жили самостоятельно, при этом 10,8 % составили одинокие пожилые люди в возрасте 65 лет и старше. Средний размер домашнего хозяйства составил 2,72 человек, а средний размер семьи — 3,20 человек.
Население статистически обособленной местности по возрастному диапазону по данным переписи 2000 года распределилось следующим образом: 23,0 % — жители младше 18 лет, 8,9 % — между 18 и 24 годами, 23,5 % — от 25 до 44 лет, 24,1 % — от 45 до 64 лет и 20,5 % — в возрасте 65 лет и старше. Средний возраст жителей составил 41 год. На каждые 100 женщин в Пепеэкео приходилось 96,0 мужчин, при этом на каждые сто женщин 18 лет и старше приходилось 90,9 мужчин также старше 18 лет.
Средний доход на одно домашнее хозяйство в статистически обособленной местности составил 27 946 долларов США, а средний доход на одну семью — 35 345 долларов. При этом мужчины имели средний доход в 27 411 долларов США в год против 22 258 долларов среднегодового дохода у женщин. Доход на душу населения в статистически обособленной местности составил 13 037 долларов в год. 16,9 % от всего числа семей в округе и 20,7 % от всей численности населения находилось на момент переписи населения за чертой бедности, при этом 32 % из них были моложе 18 лет и 9,4 % — в возрасте 65 лет и старше.